# Andrew Robertson (football)
Pour les articles homonymes, voir Andrew Robertson.
Andrew Robertson, dit Andy Robertson, MBE, né le 11 mars 1994 à Glasgow en Écosse, est un footballeur international écossais qui évolue au poste d'arrière gauche au Liverpool FC.
Robertson commence sa carrière au Queen's Park en 2012 et rejoint le Dundee United un an plus tard. En 2014, il signe au Hull City AFC et s'impose comme titulaire lors de ses trois années au club.
Ses performances attirent l'œil du Liverpool FC de Jürgen Klopp qui l'engage à l'été 2017. Après une première saison d'adaptation au sein du collectif des Reds, Andrew Robertson devient un titulaire indiscutable à partir de l'exercice 2018-2019 qui le voit former avec Trent Alexander-Arnold une paire de latéraux parmi les plus efficaces d'Europe, participant activement au sacre de Liverpool en Ligue des champions. Le footballeur remporte la Premier League en 2020, trente ans après le dernier titre du club.
En sélection, le joueur représente l'équipe d'Écosse espoirs de 2013 en 2015. En 2014, il est convoqué avec l'équipe d'Écosse. Devenu au fil des années un membre important de la sélection, Robertson est nommé capitaine de la sélection en septembre 2018. L'Écosse parvient à se qualifier pour l'Euro 2020, son premier tournoi majeur en vingt-deux ans, à la suite d'un succès contre la Serbie au mois de novembre 2020. Depuis septembre 2021, il fait partie du tableau d'honneur de l'équipe d'Écosse de football dans lequel figurent les internationaux ayant reçu plus de 50 sélections pour l'Écosse.

## Biographie

### Jeunesse et formation
Andrew Henry Robertson naît en mars 1994 à Glasgow, métropole située dans le centre-ouest de l'Écosse. Son père Brian pratique le football au niveau amateur, une blessure au dos l'ayant empêché d'envisager le sport comme un métier.
Fan du Celtic FC, club phare de sa ville natale, Andrew Robertson rejoint son centre de formation mais est en libéré à ses quinze ans car jugé trop petit. Il termine sa formation au Queen's Park à Glasgow de 2009 à 2012. Concentré sur les études, il est sur le point de commencer l'université quand il est intégré en équipe première au début de la saison 2012-2013.

### Queen's Park
Andrew Robertson fait ses débuts professionnels le 28 juillet 2012 en étant titularisé par Gardner Speirs en Scottish Challenge Cup contre Berwick Rangers. L'Écossais obtient rapidement une place de titulaire au sein de son club formateur qui évolue en quatrième division. Le 13 novembre 2012, il inscrit son premier but contre le East Stirlingshire durant une défaite 2-1.

### Dundee United
Le 3 juin 2013, Andrew Robertson s'engage en faveur du Dundee United. Malgré le fait que le club évolue en première division, le jeune arrière reçoit la confiance de son entraîneur Jackie McNamara. Le 22 septembre 2013, il marque son premier but contre Motherwell lors d'un nul 2-2 en championnat.
En l'espace d'une saison, l'athlète connaît une évolution rapide et prometteuse qui lui vaut d'être convoqué avec l'Écosse. En avril 2014, il est récompensé du PFA Scotland Young Player of the Year et fait partie de l'équipe-type de la saison en championnat.

### Hull City
Le 29 juillet 2014, Andrew Robertson rejoint Hull City.
Le Glaswégien fait ses débuts en Premier League le 16 août 2014 où il est titularisé d'entrée contre Queens Park Rangers. Hull City s'impose sur le score de un but à zéro ce jour-là. Il joue 24 matchs lors de sa première saison pour deux passes décisives. Le club est néanmoins relégué en deuxième division.
Robertson devient un titulaire indéboulonnable de la défense de Hull City durant la saison 2015-2016. Il joue un rôle actif dans la remontée de son club dans l'élite du football anglais.
La saison 2016-2017 voit l'international écossais confirmer ses bonnes performances et devenir l'une des rares satisfactions de Hull City. Le 1er avril 2017, le joueur inscrit son premier but en Premier League durant une victoire 2-1 contre West Ham. Pourtant, tout comme en 2015, Hull City est relégué.

### Liverpool FC
Le 21 juillet 2017, Andrew Robertson s'engage en faveur du Liverpool FC,.
Il débute en tant que titulaire le 19 août contre Crystal Palace lors d'une rencontre de championnat. Son équipe l'emporte sur le score d'un but à zéro ce jour-là. Ses débuts sont jugés remarquables et son entraîneur Jürgen Klopp se montre satisfait de son arrière gauche.
Le 13 mai 2018, le footballeur inscrit son premier but sous le maillot des Reds lors de la dernière journée de Premier League contre Brighton & Hove (4-0). Liverpool parvient en finale de la Ligue des champions mais s'incline contre le tenant du titre, le Real Madrid (3-1).
Lors de la saison 2018-2019, Robertson prolonge son contrat avec Liverpool « pour une longue durée » qui courrait jusqu'en 2024 selon la presse anglaise. Il atteint pour la seconde année consécutive la finale de Ligue des champions le 1er juin 2019 et la gagne 2-0 face à Tottenham à l'Estadio Metropolitano. Il est le premier joueur écossais à remporter cette compétition depuis Darren Fletcher en 2008. Au niveau personnel, le latéral gauche se classe parmi les meilleurs passeurs de la Premier League avec onze passes délivrées, dépassant la plupart des meilleurs ailiers du championnat. Il égale le record sur une saison pour un défenseur qui est dépassé par son coéquipier Trent Alexander-Arnold la même saison avec une unité de plus. Les deux latéraux forment l'une des meilleures paires au monde, très portée vers l'avant et délivrant de nombreux ballons à leurs attaquants. Le journal anglais Daily Mail affirme que le duo est pareil à Batman et Robin, faisant référence à leur efficacité combinée. L'Écossais est nommé membre de l'équipe-type de la Premier League et de la Ligue des champions 2019.
Le 2 octobre 2019, Andrew Robertson inscrit son premier but en Ligue des champions, lors d'une rencontre de phase de groupe contre le Red Bull Salzbourg. Titulaire, il inscrit le deuxième but de son équipe, qui l'emporte par quatre buts à trois ce jour-là.
Le 24 août 2021, l'athlète signe un nouveau contrat avec le Liverpool FC. Il est alors lié au club jusqu'en juin 2026,.
Le 26 décembre 2022, Robertson sert Mohamed Salah lors d'une victoire de Liverpool en championnat contre Aston Villa (3-1 score final). Il devient à cette occasion le défenseur avec le plus de passes décisives en Premier League, le plaçant désormais devant Leighton Baines, qui détenait le record jusqu'ici.
Le 16 septembre 2023, en raison de la suspension de Virgil van Dijk et de Trent Alexander-Arnold, Robertson porte le brassard de capitaine face aux Wolverhampton Wanderers. Il fête ce jour-là sa 200e apparition en Premier League pour Liverpool en marquant un but, contribuant ainsi à la victoire des Reds par trois buts à un,,.

### En sélection
Andrew Robertson est convoqué pour la première fois avec la sélection écossaise à l'occasion d'un match amical contre la Pologne le 5 mars 2014. Il est titulaire en mai contre le Nigeria durant un nul 2-2.
Le 18 novembre 2014, Le Glaswégien marque son premier but international contre l'Angleterre malgré une défaite 3-1.
Le 1er septembre 2017, le footballeur inscrit un but jugé magnifique par la presse face à la Lituanie et contribue à un succès 3-0 dans les éliminatoires de la Coupe du monde 2018.
Au mois de septembre 2018, Robertson est nommé capitaine de la sélection par Alex McLeish, alors âgé de 24 ans. Il se dit honoré et affirme que c'est « probablement le sommet de ma carrière. J'ai hâte d'essayer de ramener ce pays dans de grands tournois. »
Le 12 novembre 2020, le joueur, brassard de capitaine au bras, prend part à la finale des barrages de la Voie de la Ligue C pour l'Euro 2020 contre la Serbie. Le match voit les deux équipes se neutraliser sur le score de 1-1 et aller en séance de tirs au but, remportée par les Écossais à la suite d'un arrêt de David Marshall. Qualifiée pour l'Euro, la sélection retrouve un tournoi majeur pour la première fois depuis la Coupe du monde 1998.
Andrew Robertson est retenu par Steve Clarke, le sélectionneur de l'équipe nationale Écosse, pour participer à l'Euro 2020.
En juin 2024, il fait partie de la liste des 26 joueurs convoqués par Steve Clarke pour disputer l'Euro 2024 . 

## Style de jeu
Andrew Robertson est l'archétype du défenseur latéral moderne, rapide et porté vers l'avant. Vif, il n'hésite pas à harceler l'adversaire avec un pressing serré et oppressant. L'Écossais est naturellement à l'aise dans les phases offensives et ses combinaisons avec son ailier sont nombreuses. Ses chevauchées le long de son côté prennent souvent de court son vis-à-vis et lui permettent de déborder. Cet apport offensif ne dessert pas sa couverture défensive et l'athlète est rarement pris au dépourvu. Aimant jouer en passe courte, il fait peu de déchets dans le jeu. Le joueur peut aussi tirer les corners de son équipe.
Robertson est un passeur précis, très adroit dans l'art d'offrir des ballons de but. Il se classe ainsi parmi les meilleurs passeurs du championnat lors de la saison 2013-2014 de Scottish Premiership ou les saisons 2018-2019 et 2019-2020 de Premier League. Le duo de latéraux qu'il forme avec Trent Alexander-Arnold à Liverpool est considéré comme le meilleur de sa période.

## Vie privée
Andrew Robertson est en couple avec Rachel Roberts, rencontrée alors qu'ils sont lycéens à St. Ninian's High School à Glasgow. En août 2017, le couple accueille leur premier enfant, un garçon nommé Rocco. Deux ans plus tard, au mois de janvier 2019, une fille nommée Aria voit le jour.
En septembre 2020, Robertson publie son premier livre, intitulé Robbo: Now You're Gonna Believe Us: Our Year, My Story. Il y raconte son parcours avec le Liverpool FC et le site officiel du club décrit l'ouvrage comme « le récit interne jamais raconté de leur [l'équipe de Liverpool] ascension vers l'immortalité sportive vue à travers les yeux du défenseur charismatique qui a construit un culte parmi les fans du club dans le monde entier. »
Il est catholique pratiquant.

## Statistiques

### Statistiques détaillées
| Saison                | Club                  | Championnat           | Championnat | Championnat | Championnat | Coupe nationale | Coupe nationale | Coupe nationale | Coupe de la Ligue | Coupe de la Ligue | Coupe de la Ligue | Supercoupe | Supercoupe | Supercoupe | Compétition(s) continentale(s) | Compétition(s) continentale(s) | Compétition(s) continentale(s) | Compétition(s) continentale(s) | Autres compétitions | Autres compétitions | Autres compétitions | Autres compétitions | Écosse | Écosse | Écosse | Total | Total | Total |
| Saison                | Club                  | Division              | M.          | B.          | P.d.        | M.              | B.              | P.d.            | M.                | B.                | P.d.              | M.         | B.         | P.d.       | Comp.                          | M.                             | B.                             | P.d.                           | Comp.               | M.                  | B.                  | P.d.                | M.     | B.     | P.d.   | M.    | B.    | P.d.  |
| 2012-2013             | Queen's Park          | STD                   | 34          | 2           | 3           | 2               | 0               | 0               | 3                 | 0                 | 0                 | -          | -          | -          | -                              | -                              | -                              | -                              | CC+PO               | 2+2                 | 0                   | 0                   | -      | -      | -      | 43    | 2     | 3     |
| 2013-2014             | Dundee United         | Scottish Premiership  | 36          | 3           | 6           | 5               | 2               | 0               | 3                 | 0                 | 0                 | -          | -          | -          | -                              | -                              | -                              | -                              | -                   | -                   | -                   | -                   | 2      | 0      | 0      | 46    | 5     | 6     |
| 2014-2015             | Hull City AFC         | Premier League        | 24          | 0           | 2           | -               | -               | -               | -                 | -                 | -                 | -          | -          | -          | -                              | -                              | -                              | -                              | -                   | -                   | -                   | -                   | 4      | 1      | 0      | 28    | 1     | 2     |
| 2015-2016             | Hull City AFC         | Championship          | 42          | 2           | 4           | 2               | 0               | 0               | 5                 | 1                 | 0                 | -          | -          | -          | -                              | -                              | -                              | -                              | PO                  | 3                   | 1                   | 0                   | 4      | 0      | 0      | 56    | 4     | 4     |
| 2016-2017             | Hull City AFC         | Premier League        | 33          | 1           | 2           | 2               | 0               | 1               | 4                 | 0                 | 0                 | -          | -          | -          | -                              | -                              | -                              | -                              | -                   | -                   | -                   | -                   | 5      | 0      | 0      | 44    | 1     | 3     |
| Sous-total            | Sous-total            | Sous-total            | 99          | 3           | 8           | 4               | 0               | 1               | 9                 | 1                 | 0                 | -          | -          | -          | -                              | -                              | -                              | -                              | -                   | 3                   | 1                   | 0                   | 13     | 1      | 0      | 128   | 6     | 9     |
| 2017-2018             | Liverpool FC          | Premier League        | 22          | 1           | 5           | 1               | 0               | 0               | 1                 | 0                 | 0                 | -          | -          | -          | C1                             | 6                              | 0                              | 0                              | -                   | -                   | -                   | -                   | 7      | 1      | 0      | 37    | 2     | 5     |
| 2018-2019             | Liverpool FC          | Premier League        | 36          | 0           | 11          | -               | -               | -               | -                 | -                 | -                 | -          | -          | -          | C1                             | 12                             | 0                              | 2                              | -                   | -                   | -                   | -                   | 8      | 1      | 0      | 56    | 1     | 13    |
| 2019-2020             | Liverpool FC          | Premier League        | 36          | 2           | 12          | 2               | 0               | 1               | -                 | -                 | -                 | 1          | 0          | 0          | C1                             | 8                              | 1                              | 0                              | SC+CM               | 1+2                 | 0+0                 | 0+0                 | 4      | 0      | 0      | 54    | 3     | 13    |
| 2020-2021             | Liverpool FC          | Premier League        | 38          | 1           | 7           | 1               | 0               | 0               | -                 | -                 | -                 | 1          | 0          | 0          | C1                             | 10                             | 0                              | 0                              | -                   | -                   | -                   | -                   | 14     | 0      | 2      | 64    | 1     | 9     |
| 2021-2022             | Liverpool FC          | Premier League        | 29          | 3           | 10          | 5               | 0               | 3               | 3                 | 0                 | 0                 | -          | -          | -          | C1                             | 10                             | 0                              | 3                              | -                   | -                   | -                   | -                   | 11     | 0      | 2      | 58    | 3     | 18    |
| 2022-2023             | Liverpool FC          | Premier League        | 34          | 0           | 8           | 2               | 0               | 0               | 1                 | 0                 | 0                 | 1          | 0          | 1          | C1                             | 5                              | 0                              | 2                              | -                   | -                   | -                   | -                   | 5      | 0      | 4      | 48    | 0     | 15    |
| 2023-2024             | Liverpool FC          | Premier League        | 23          | 3           | 2           | 2               | 0               | 0               | 1                 | 0                 | 0                 | -          | -          | -          | C3                             | 4                              | 0                              | 0                              | -                   | -                   | -                   | -                   | 8      | 0      | 1      | 38    | 3     | 3     |
| 2024-2025             | Liverpool FC          | Premier League        | 33          | 0           | 1           | -               | -               | -               | 4                 | 0                 | 0                 | -          | -          | -          | C1                             | 8                              | 0                              | 1                              | -                   | -                   | -                   | -                   | 10     | 1      | 0      | 55    | 1     | 2     |
| 2025-2026             | Liverpool FC          | Premier League        | 1           | 0           | 0           | -               | -               | -               | -                 | -                 | -                 | 1          | 0          | 0          | C1                             | -                              | -                              | -                              | -                   | -                   | -                   | -                   | -      | -      | -      | 2     | 0     | 0     |
| Sous-total            | Sous-total            | Sous-total            | 252         | 10          | 56          | 13              | 0               | 4               | 10                | 0                 | 0                 | 4          | 0          | 1          | -                              | 62                             | 1                              | 7                              | -                   | 3                   | 0                   | 0                   | 67     | 3      | 9      | 411   | 14    | 77    |
| Total sur la carrière | Total sur la carrière | Total sur la carrière | 421         | 18          | 72          | 24              | 2               | 3               | 25                | 1                 | 0                 | 4          | 0          | 0          | -                              | 62                             | 1                              | 7                              | -                   | 10                  | 1                   | 0                   | 84     | 4      | 9      | 630   | 27    | 91    |

### Buts internationaux
| 0     | Date                                                                                | Lieu                                                                                | Adversaire                                                                          | Score                                                                               | Résultats                                                                           | Compétitions                                                                        | Détails                                                                             | Détails                                                                             | Sél.                                                                                |
| ----- | ----------------------------------------------------------------------------------- | ----------------------------------------------------------------------------------- | ----------------------------------------------------------------------------------- | ----------------------------------------------------------------------------------- | ----------------------------------------------------------------------------------- | ----------------------------------------------------------------------------------- | ----------------------------------------------------------------------------------- | ----------------------------------------------------------------------------------- | ----------------------------------------------------------------------------------- |
| 1     | 18 novembre 2014                                                                    | Celtic Park, Glasgow, Écosse                                                        | Angleterre                                                                          | 1-2                                                                                 | 1-3                                                                                 | Match amical                                                                        | 83e                                                                                 | du pied gauche                                                                      | 5e                                                                                  |
| 2     | 1er septembre 2017                                                                  | LFF Stadium, Vilnius, Lituanie                                                      | Lituanie                                                                            | 0-2                                                                                 | 0-3                                                                                 | Éliminatoires Coupe du monde 2018                                                   | 30e                                                                                 | du pied gauche                                                                      | 16e                                                                                 |
| 3     | 8 juin 2019                                                                         | Hampden Park, Glasgow, Écosse                                                       | Chypre                                                                              | 1-0                                                                                 | 2-1                                                                                 | Éliminatoires Euro 2020                                                             | 61e                                                                                 | du pied gauche                                                                      | 30e                                                                                 |
| Total | 3 buts (3 du pied gauche) en 48 sélections entre le 5 mars 2014 et le 22 juin 2021. | 3 buts (3 du pied gauche) en 48 sélections entre le 5 mars 2014 et le 22 juin 2021. | 3 buts (3 du pied gauche) en 48 sélections entre le 5 mars 2014 et le 22 juin 2021. | 3 buts (3 du pied gauche) en 48 sélections entre le 5 mars 2014 et le 22 juin 2021. | 3 buts (3 du pied gauche) en 48 sélections entre le 5 mars 2014 et le 22 juin 2021. | 3 buts (3 du pied gauche) en 48 sélections entre le 5 mars 2014 et le 22 juin 2021. | 3 buts (3 du pied gauche) en 48 sélections entre le 5 mars 2014 et le 22 juin 2021. | 3 buts (3 du pied gauche) en 48 sélections entre le 5 mars 2014 et le 22 juin 2021. | 3 buts (3 du pied gauche) en 48 sélections entre le 5 mars 2014 et le 22 juin 2021. |

## Palmarès

### En club
| Liverpool FC (9) |
| --- |
| - Ligue des champions (1) - Vainqueur : 2019 - Finaliste : 2018 et 2022 - Premier League (2) - Champion : 2020 et 2025 - Vice-champion : 2019 et 2022 - Supercoupe de l'UEFA (1) - Vainqueur : 2019 - Coupe du monde des clubs (1) - Vainqueur : 2019 - Coupe de la Ligue anglaise (2) - Vainqueur : 2022 et 2024 - Finaliste : 2025. - Coupe d'Angleterre (1) - Vainqueur : 2022 - Community Shield (1) - Vainqueur : 2022 - Finaliste : 2020 et 2021 - Individuellement : - 267 matchs, 8 buts et 63 passes décisives. |

### Distinctions personnelles
- Meilleur jeune joueur de Scottish Premier League en 2014.
- Membre de l'équipe-type de Scottish Premier League en 2014.
- Membre de l'équipe-type PFA de Premier League en 2019 et 2020.
- Membre de l'équipe type de la Ligue des champions de l'UEFA en 2019.
- Membre de l'équipe type de l'année UEFA en 2019.